# Nordic Journal of Criminology
Nordic Journal of Criminology (NJC) är en referentgranskad akademisk kriminologitidskrift som ges ut två gånger om året på förlaget Taylor and Francis.

## Historia
Tidskriften bildades på initiativ av Nordiska samarbetsrådet för kriminologi och de nordiska brottsförebyggande råden (inklusive svenska Brå) genom en sammanslagning av årsboken Scandinavian Studies in Criminology och tidskriften Studies on Crime & Crime Prevention, under namnet Journal of Scandinavian Studies in Criminology and Crime Prevention. Idag ges tidskriften också ut i samarbete med Finnish National Research Institute of Legal Policy och avdelningen Criminology and Sociology of Law vid Oslo universitet.  Sébastien Tutenges (Lunds Universitet) är för närvarande chefredaktör. Tidskriften bytte namn till Nordic Journal of Criminology 2018.

## Innehåll
Tidskriften har publicerat akademiska artiklar av bland annat Felipe Estrada och Leif G.W. Persson (då under namnet Scandinavian Studies in Criminology).

## Indexering
NJC är indexerad i följande databaser:
- Scopus[6]
- PsycINFO[7]
- EBSCO Legal Source,[8]
- Criminal Justice Abstracts[9]
- Academic Search[10]